# St. Thomas von Aquin (Akademiekirche)

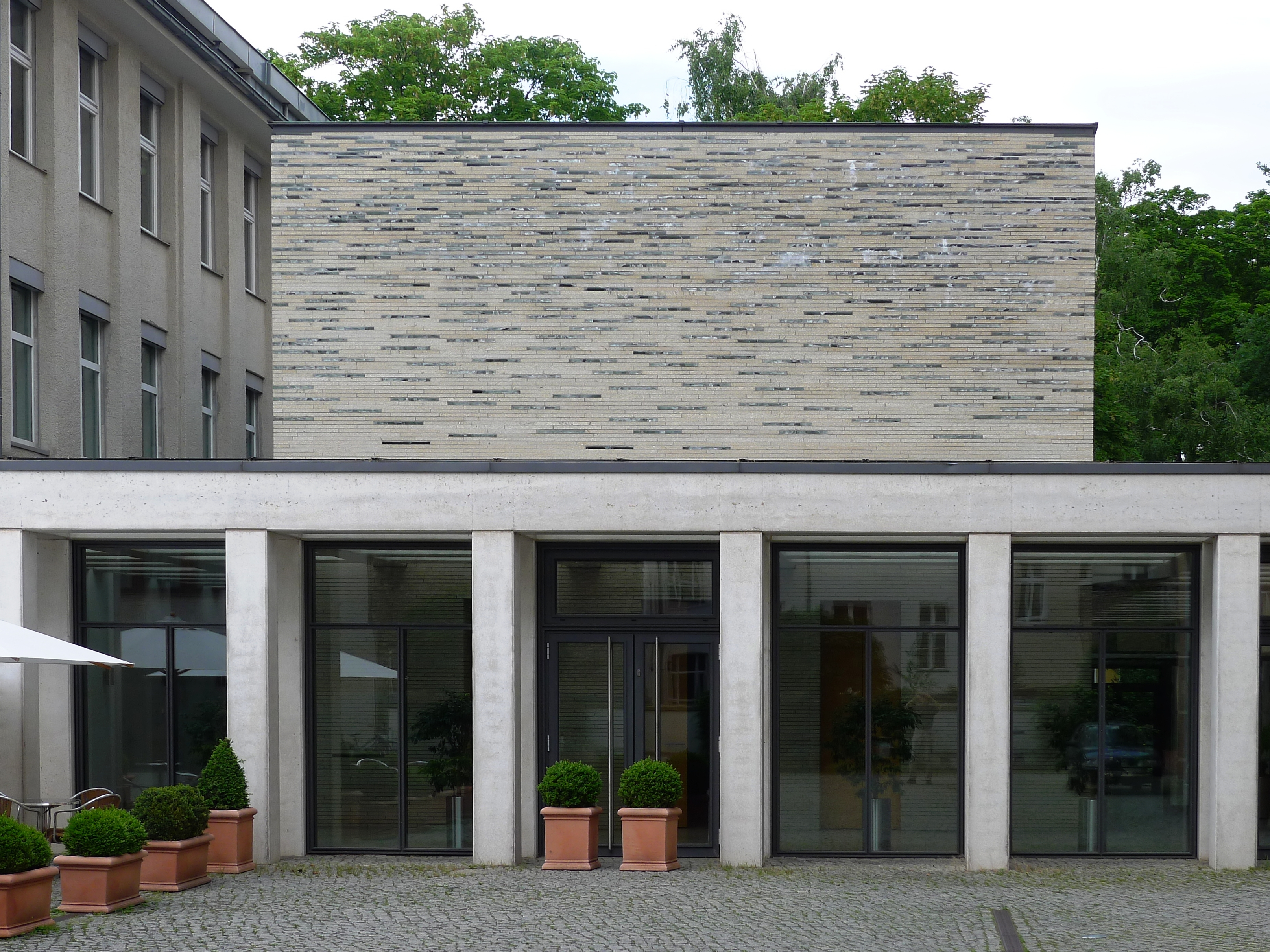
Kreuzgang der katholischen Akademie, im Hintergrund die Akademiekirche St. Thomas von Aquin

Die römisch-katholische Akademiekirche St. Thomas von Aquin befindet sich im Berliner Ortsteil Mitte des gleichnamigen Bezirks in der Hannoverschen Straße 5. Sie wurde am 4. Dezember 1999 vom Berliner Erzbischof Georg Sterzinsky konsekriert.

## Geschichte
Die Kirche mit dem Patrozinium des heiligen Thomas von Aquin bildet das Herzstück des Bauensembles der Katholischen Akademie in Berlin. 1994 war der Kirchenbau zunächst nicht beim Bauprogramm des Architektenwettbewerbs vorgesehen. Erst im Juni 1996 wurde entschieden, auch eine Kirche zu bauen; zuvor befand sich im Hause nur eine kleine Kapelle. Trotz der nachträglichen Entscheidung fügt sich die Kirche harmonisch in das Gesamtgefüge ein.

## Baubeschreibung

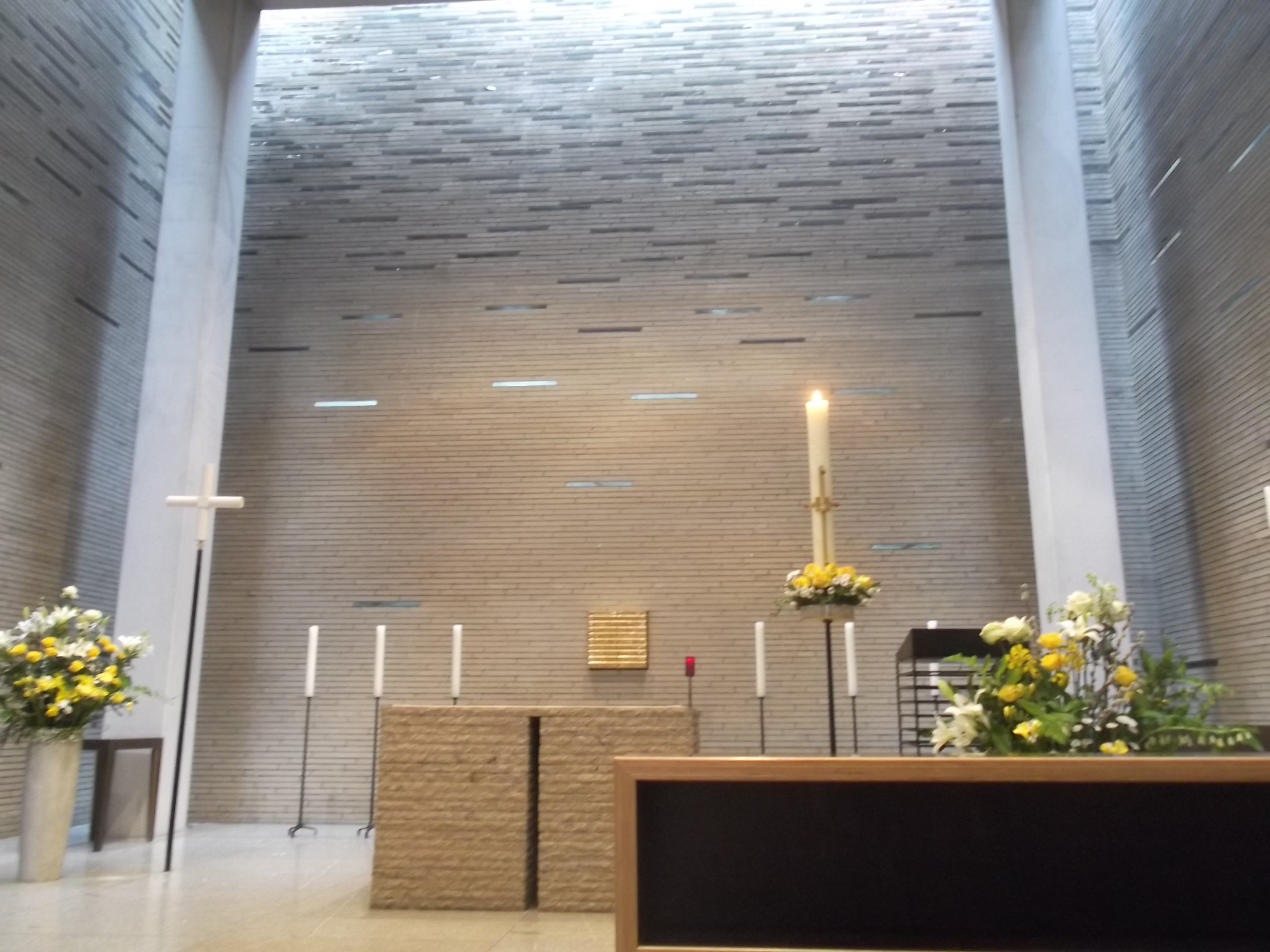
Innenraum der Akademiekirche

Die in Zusammenarbeit zwischen Norbert Radermacher und den Architekten Thomas Höger und Sarah Hare erbaute Saalkirche auf rechteckigem Grundriss ist flachgedeckt. Als rechteckiger steinerner Kubus hebt sie sich deutlich ab als eigener Baukörper zwischen dem Altbau der Katholischen Akademie und dem zugehörigen Hotel. Im Erdgeschoss legt sich ein Skelett aus Stahlbeton um den Baukörper der Kirche, der verglast ist. Dieser Wandelgang, eine Assoziation an einen Kreuzgang, bildet ein verbindendes Element zu den beiden angrenzenden Baukörpern. Das Kirchenschiff ist ein Mauerwerksbau, dessen Mauern aus Granit geschnittenen, 60 cm langen und 4,5 cm flachen Steinen bestehen, die im schleppenden Läuferverband vermauert sind. Die fensterlosen Wandflächen werden von unregelmäßig versetzten Glasbausteinen mit den gleichen Abmessungen wie die Granitsteine durchbrochen, die nach oben zunehmen, wodurch sich die Schichtung des Granits optisch verliert. Die Glasplatten bilden ein abstraktes Muster auf der Kirchenwand und lassen tagsüber ein diffuses Licht in den Raum dringen.
Die Decke im Inneren des Kirchenschiffs bildet ein großer von vier Säulen in den Ecken des Kirchenraumes getragener Baldachin. Der schmale Bereich zwischen der Deckplatte des Baldachins und den Wänden wurde als Oberlicht gestaltet.
Der monolithisch wirkende, allerdings in vier Blöcke unterteilte Altar besteht aus aufgeschichteten Granitplatten. Im Gegensatz zu dessen massiver Form ist der Ambo, dessen Metallstäbe von einer Patina überzogen sind, filigran gestaltet. In der Mitte der Rückwand der Kirche befindet sich der von Norbert Radermacher entworfene Tabernakel mit goldglänzenden Oberfläche. Ein Vortragekreuz aus Elfenbein mit einem Knauf aus Bergkristall auf schwarzem Stab und sechs Leuchter ergänzen die Ausstattung des Altarraums. Das schlichte Kirchengestühl besteht aus dunkler Multiplexplatte. Eine geschnitzte, spätgotische Mondsichelmadonna befindet sich an der Seitenwand. Es fehlen Taufbecken, Beichtstuhl und Kreuzweg.

## Orgel

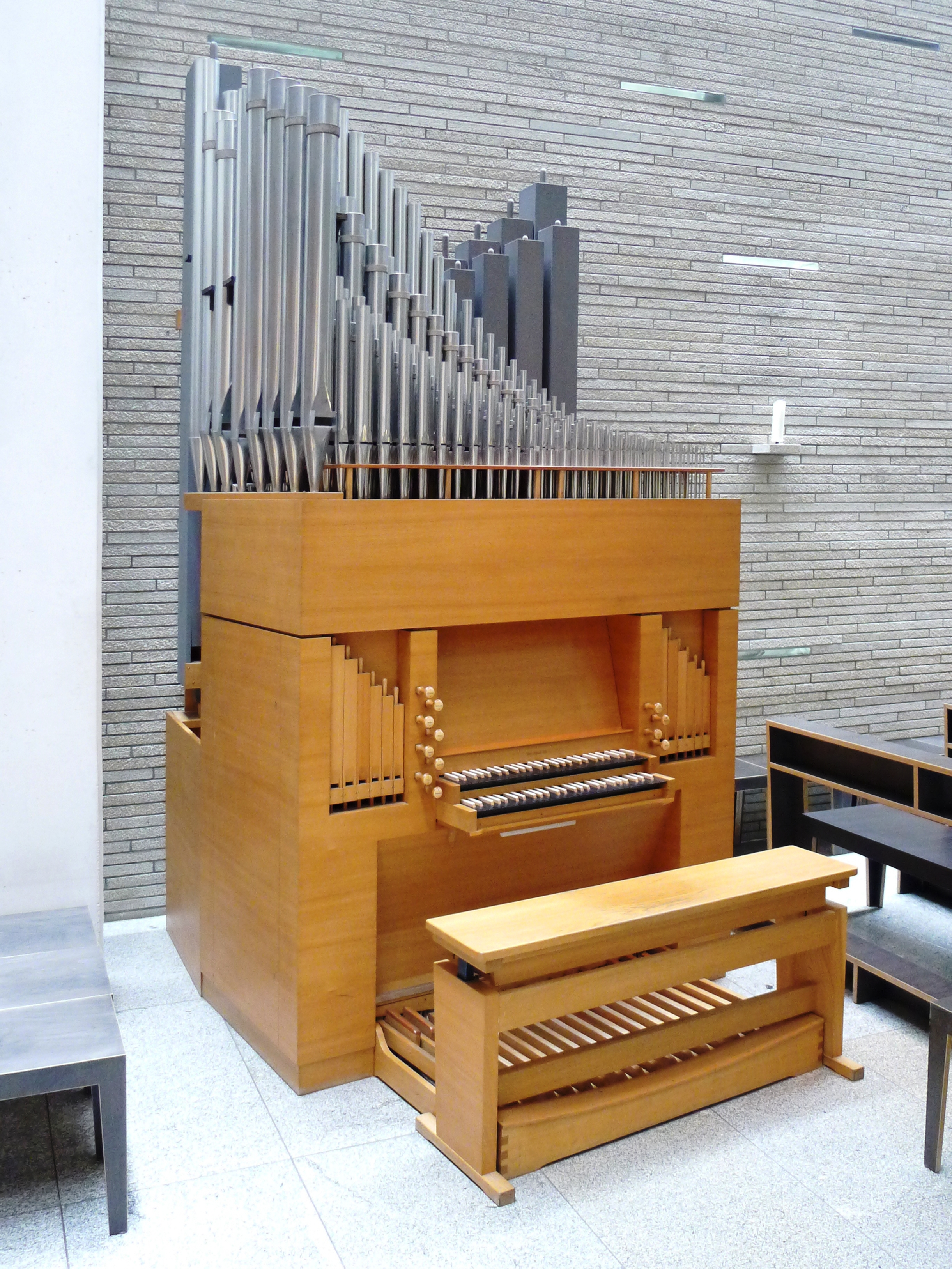
Orgel der Akademiekirche

Die frei in den Raum gestellte Orgel wurde 2000 von der Firma Werner Bosch Orgelbau hergestellt. Das Schleifladen-Instrument hat mechanische Spiel- und Registertrakturen und verfügt über zehn Register, die auf zwei Manuale und Pedal verteilt sind. Es ist wie folgt disponiert:
| I Echowerk C–g3 |             |    |
| 1.              | Hohlgedackt | 8′ |
| 2.              | Rohrflöte   | 4′ |

| II Hauptwerk C–g3 |            |        |
| 3.                | Principal  | 8′     |
| 4.                | Salicional | 8′     |
| 5.                | Bordun     | 8′     |
| 6.                | Octave     | 4′     |
| 7.                | Nasat      | 2 ⁄3′  |
| 8.                | Doublette  | 2′     |
| 9.                | Terz       | 1 3⁄5′ |

| Pedal C–f1 |         |     |
| 10.        | Subbass | 16′ |

- Tremulant: auf beide Manualwerke wirkend
- Koppeln: I/P, II/P